# 482
Năm 482 là một năm trong lịch Julius.